# Coupe d'Angleterre de football 1890-1891
Navigation
Coupe d'Angleterre 1889-1890 Coupe d'Angleterre 1891-1892
La Coupe d'Angleterre de football 1890-1891 est la 20e édition de la Coupe d'Angleterre de football. 
La finale se joue le 21 mars 1891 au Kennington Oval entre les Blackburn Rovers et Notts County. Blackburn Rovers remporte son cinquième titre en battant Notts County 3 à 1.

## Finale
| Finale de la Coupe d'Angleterre 1890-1891 | Blackburn Rovers | 3 – 1 | Notts County | Kennington Oval (Londres) |  |
| 21 mars 1891                              |                  | (–)   |              |                           |  |